# (35280) 1996 SQ1
(35280) 1996 SQ1 est un astéroïde de la ceinture principale d'astéroïdes découvert en 1996.

## Description
(35280) 1996 SQ1 a été découvert le 17 septembre 1996 à l'observatoire de Kitt Peak, situé dans l'Arizona (États-Unis), par le projet Spacewatch de l’université de l'Arizona.

### Caractéristiques orbitales
L'orbite de cet astéroïde est caractérisée par un demi-grand axe de 2,56 ua, un périhélie de 2,21 ua, une excentricité de 0,14 et une inclinaison de 3,59° par rapport à l'écliptique. Du fait de ces caractéristiques, à savoir un demi-grand axe compris entre 2 et 3,2 ua et un périhélie supérieur à 1,666 ua, il est classé, selon la JPL Small-Body Database, comme objet de la ceinture principale d'astéroïdes.

### Caractéristiques physiques
(35280) 1996 SQ1 a une magnitude absolue (H) de 15,7 et un albédo estimé à 0,069.